# Gotha (Jesewitz)
Gotha ist ein Ortsteil der Gemeinde Jesewitz im Landkreis Nordsachsen in Sachsen. Der Ort ist nicht zu verwechseln mit der Stadt Gotha in Thüringen.

## Ortslagen

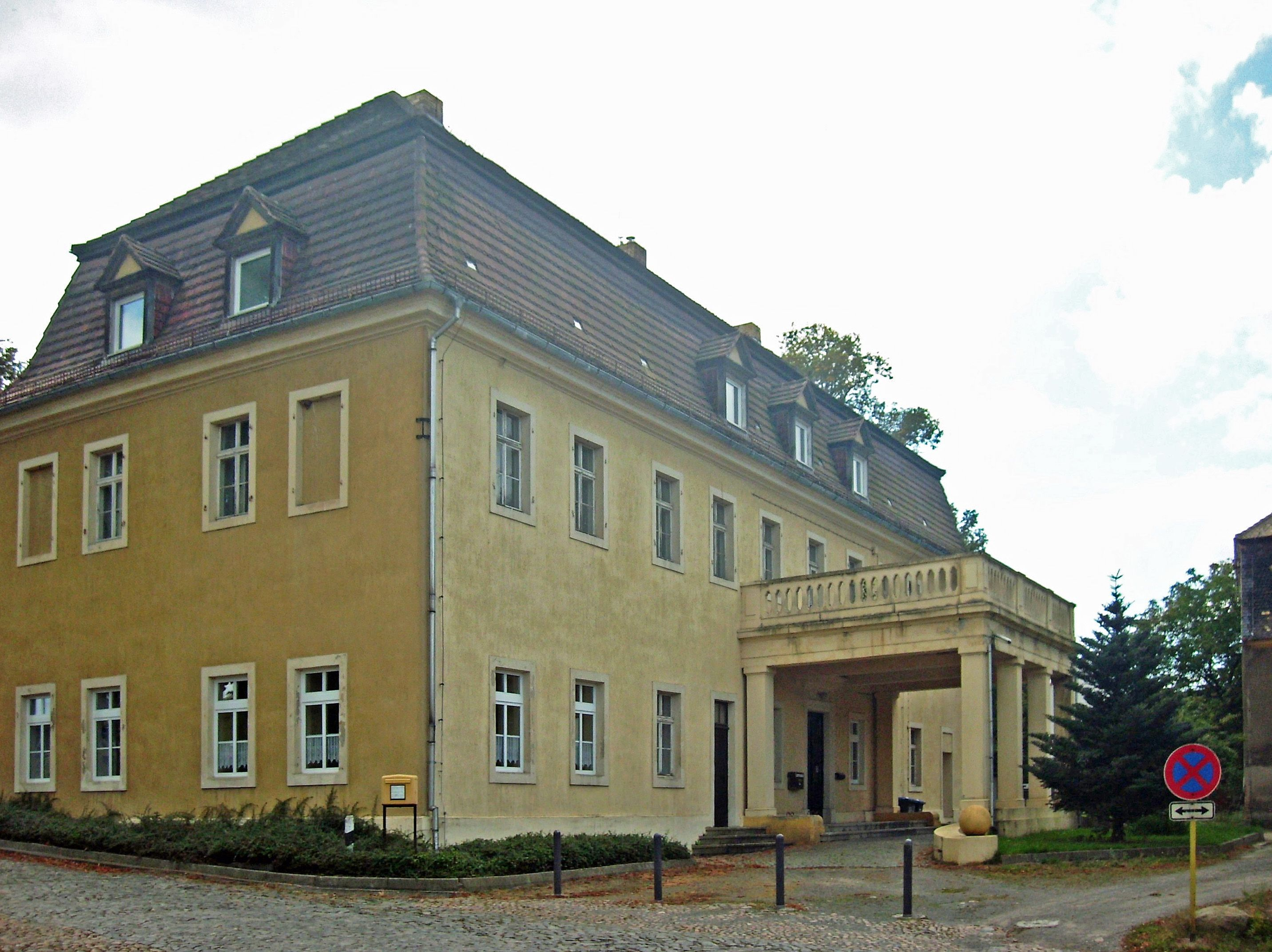
Gutshaus Gotha

Zu Gotha gehören die Ortslagen Gostemitz, Groitzsch und Kossen.

## Geschichte
Gotha wird 1400 als Gath urkundlich erwähnt. Der Ort gehörte bis 1402 zur Herrschaft Eilenburg, dem späteren Amt Eilenburg im Leipziger Kreis des Kurfürstentums Sachsen. Mit dem Wiener Kongress wurde der bis dahin sächsische Ort im Jahr 1815 preußisch und Teil des Kreises Delitzsch im Regierungsbezirk Merseburg der preußischen Provinz Sachsen.
Am 20. Juli 1950 wurden Gostemitz nach Gotha und Kossen nach Groitzsch eingemeindet. Groitzsch kam am 1. Oktober 1972 zu Gotha, das am 1. März 1994 nach Jesewitz eingemeindet wurde.
Im Zuge der zweiten Kreisreform in der DDR im Jahr 1952 wurde Gotha dem Kreis Eilenburg im Bezirk Leipzig angeschlossen, welcher 1994 im Landkreis Delitzsch aufging. Seit 1990 gehört Gotha wieder zum Freistaat Sachsen.
In Gotha befand sich ein Rittergut, dessen Besitzer öfter wechselten.
Besitzer des Ritterguts Gotha

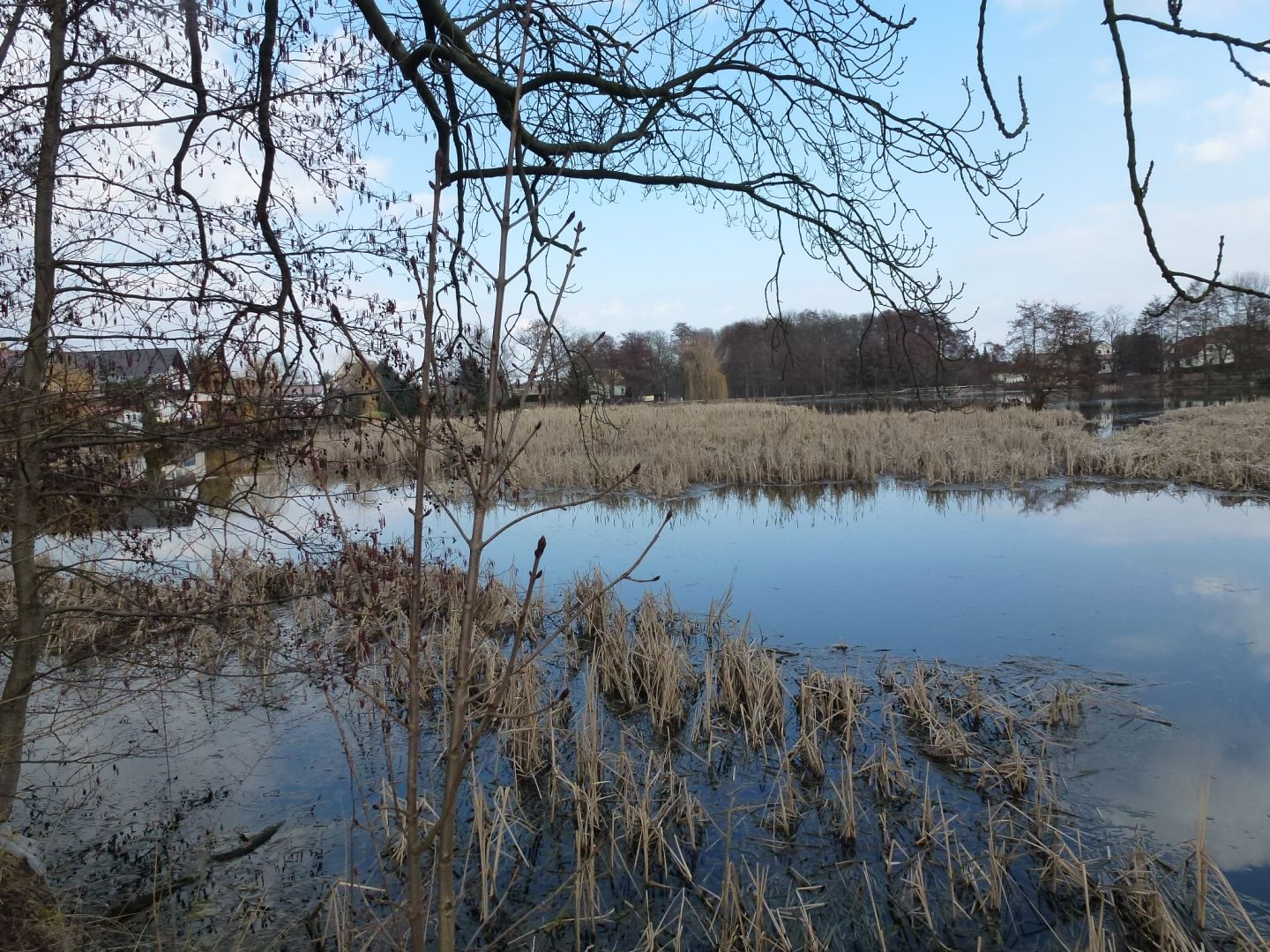
Küchenteich

- 1585 bis 1687: Vertreter der Familie von Starschedel
- Ab 1687: Vertreter der Familie von Lindenau, darunter Wolf von Lindenau und Heinrich Gottlieb Graf von Lindenau.
- Ab 1766: Handelsfamilie Richter aus Leipzig
- Ab 1839: Grafen von Pourtalès-Gorgier
- 1857 bis nach 1906: Hertwig
- Vor 1913 bis nach 1929: Bake[3]

## Sehenswürdigkeiten
- Das Gutshaus Gotha wird heute als Schloss bezeichnet. Es wurde im 18. Jahrhundert errichtet und 1928 umgebaut. Darin befand sich eine Kindertagesstätte. Das Schloss ist wieder in Privatbesitz übergegangen.
- Schilfteich und Küchenteich